# 251-й отдельный зенитный артиллерийский дивизион
251-й отдельный зенитный артиллерийский дивизион — отдельное формирование войск ПВО РККА в Великой Отечественной войне.
Сокращённое действительное наименование, применяемое в документах, — 251 озадн.

## История
Сформирован на Ленинградском фронте в сентябре 1941 года. По другим данным, на 22 июня 1941 года 251 озадн входил в состав Лужского бригадного района войск ПВО СССР и прикрывал вместе с 1-м, 416-м, 432-м отдельными зенитными артиллерийскими дивизионами, 3-м батальоном ВНОС города Луга и Нарва.
В составе действующей армии во время Великой Отечественной войны с 12 октября 1941 года по 23 августа 1943 года. Однако по состоянию на 1 октября 1941 года в соответствии со справочником Боевого состава Советской армии 1941 — 1945 годов уже входит в состав 8-й армии, обеспечивая её воздушное прикрытие и защиту от воздушного противника.
По-видимому в ноябре 1941 года из сухопутных войск РККА передан в состав войск ПВО, с февраля 1942 года вошёл в состав 2-го корпуса ПВО, охранял коммуникации по Ладожскому озеру, в апреле 1942 года вошёл в состав Ладожского бригадного (впоследствии дивизионного) района ПВО, и в его составе действовал до преобразования в гвардейский дивизион.
С декабря 1942 года вновь привлечён к непосредственному прикрытию «Дороги Жизни», в ночь на 19 декабря 1942 года пулемётная рота из состава дивизиона была размещена прямо на слабый лёд Ладожского озера, а в начале января 1943 года на остров Большой Зеленец была перебазирована 3-я батарея дивизиона в составе 4-х единиц 85-миллиметровых зенитных орудий.
10 августа 1943 года за мужество и героизм личного состава награждён почётным званием «Гвардейский», с присвоением нового номера формирования преобразован в 36-й гвардейский отдельный зенитный артиллерийский дивизион, тем не менее до 23 августа 1943 года числится как 251-й дивизион.

## Командиры
- подполковник Калиниченко П. Д.